# California, Santander
California là một khu tự quản thuộc tỉnh Santander, Colombia. Thủ phủ của khu tự quản California đóng tại California Khu tự quản California có diện tích 45 ki lô mét vuông. Đến thời điểm ngày 28 tháng 5 năm 2005, khu tự quản California có dân số 1330 người.